# NGC 1313
NGC 1313 ist eine Balkenspiralgalaxie vom Hubble-Typ SB(s)d im Sternbild Netz am Südsternhimmel. Sie ist schätzungsweise 14 Millionen Lichtjahre von der Milchstraße entfernt, hat einen Durchmesser von etwa 50.000 Lj und wird als sogenannte Starburstgalaxie klassifiziert.
Auffallend ist die ungleichmäßige Form der Spiralarme, deren Rotationsachse zudem nicht genau im Zentrum liegt.
16 Bogenminuten südöstlich von NGC 1313 befindet sich eine weitere Balkenspiralgalaxie (vom Hubble-Typ SBb), welche als NGC 1313A (= PGC 12457, ESO 83-1) bezeichnet wird. In NGC 1313 wurden bisher zwei Supernovae gesichtet, nämlich SN 1962M (Typ II-P) und SN 1987K (Typ IIb).
NGC 1313 wurde am 27. September 1826 vom schottischen Astronomen James Dunlop entdeckt.

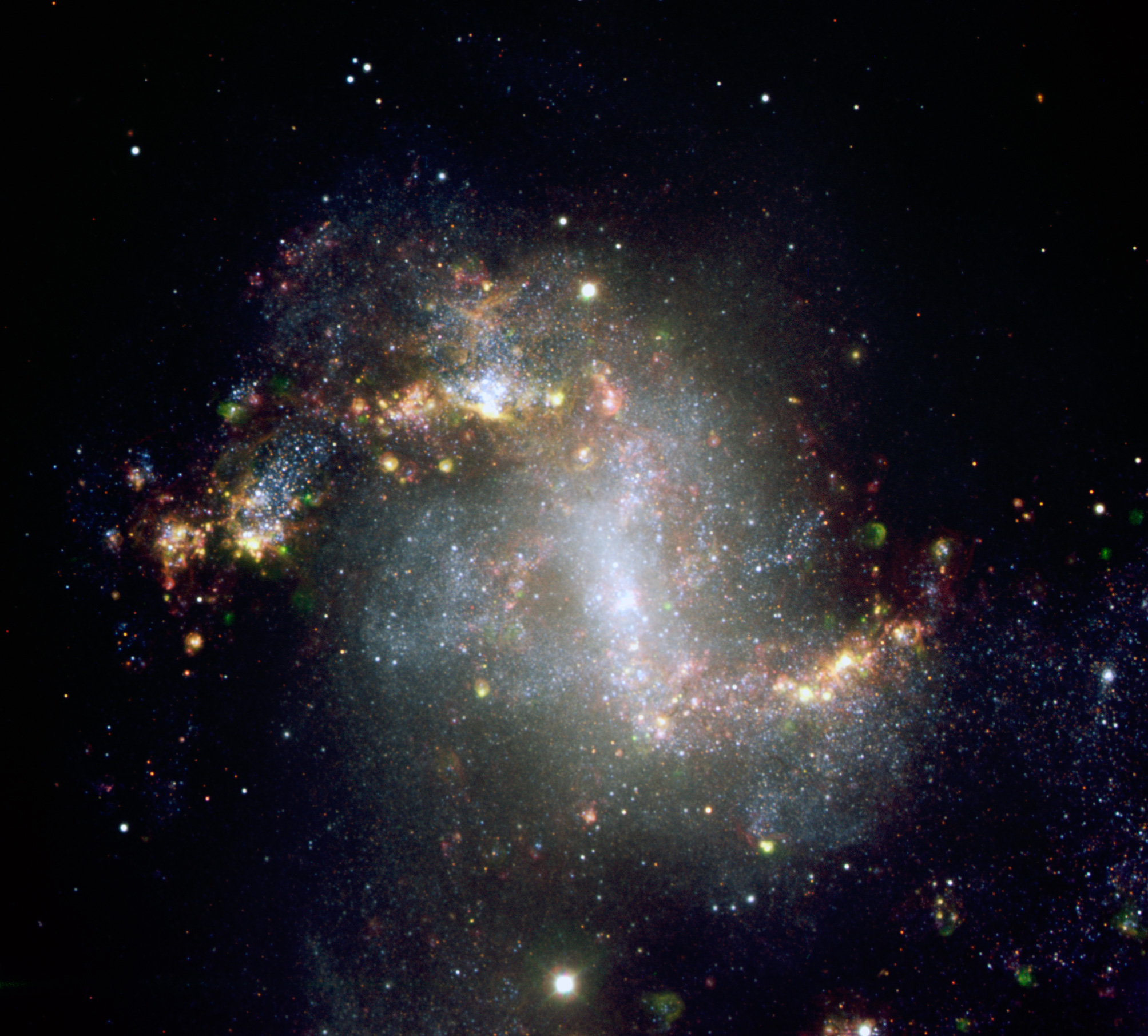
Aufnahme des Zentralbereichs der Galaxie NGC 1313  mit dem Very Large Telescope unter Verwendung von Linienfiltern
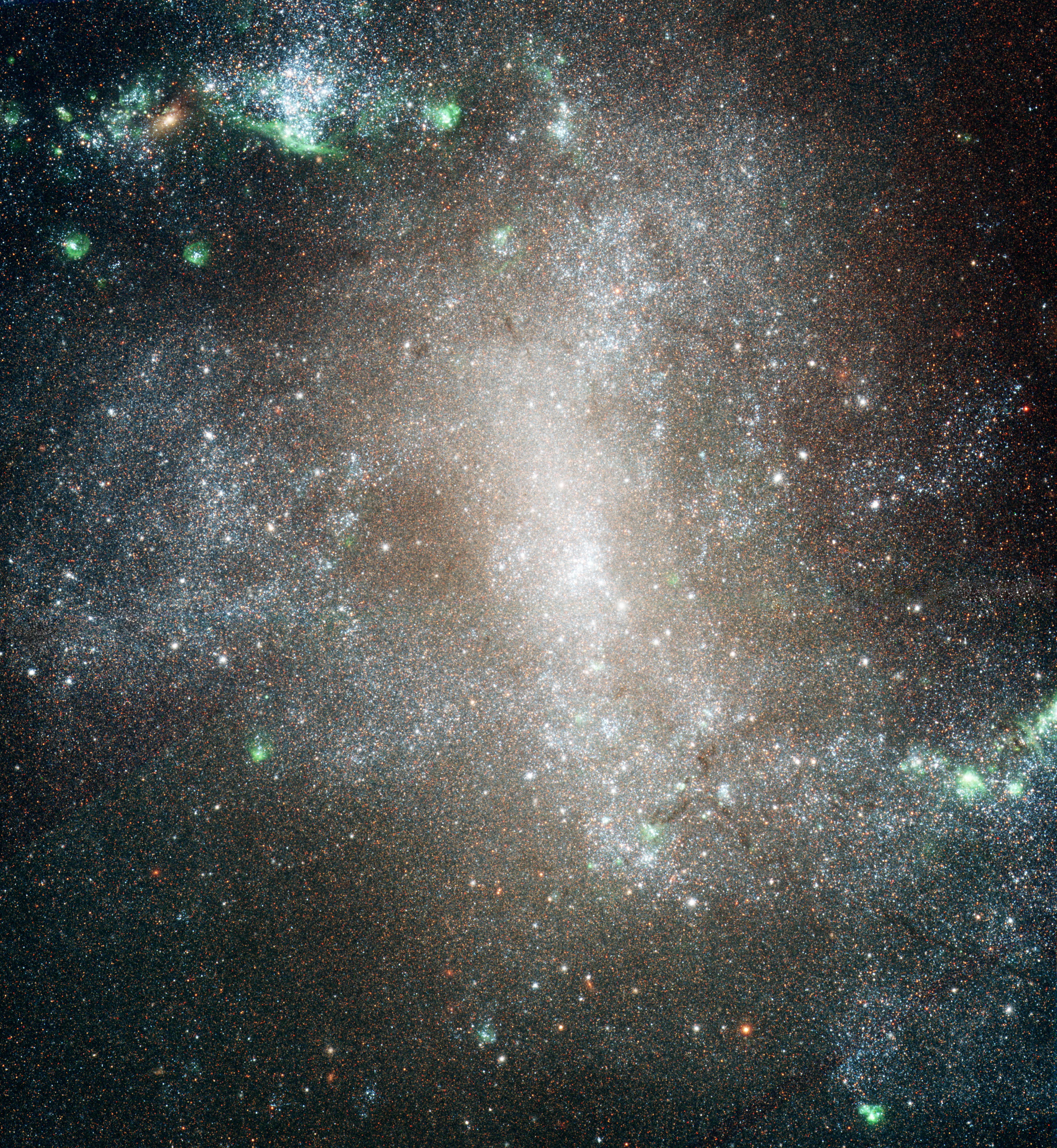
Zentrum hochaufgelöst aufgenommen vom Hubble-Weltraumteleskop